# Raquel Atawo
Raquel Atawo (nascida Kops-Jones, em Fresno, em 8 de Dezembro de 1982) é uma ex-tenista profissional estadunidense, conhecida por ser uma especialista em duplas. Conquistou 18 títulos de duplas no circuito WTA e chegou ao top 10 em 2 de março de 2015. Teve uma parceria longa e vitoriosa com a compatriota Abigail Spears.
Seu último torneio foi o US Open de 2019, onde jogou duplas e duplas mistas. Foi mais longe no segundo. O último jogo foi pelas quartas de final: ao lado do francês Fabrice Martin, perdeu para Latisha Chan e Ivan Dodig.
Em 2021, tornou-se treinadora do time de tênis universitário do Washington State.

## Finais significativas

#### Duplas: 3 (2 títulos, 1 vice)
| Status          | V–D             | Torneio                                            | Categoria          | Parceira          | Adversárias                       | Resultado     |
| Data            | Data            | Cidade/país                                        | Piso               | Parceira          | Adversárias                       | Resultado     |
| --------------- | --------------- | -------------------------------------------------- | ------------------ | ----------------- | --------------------------------- | ------------- |
| Campeã Ago 2014 | Campeã Ago 2014 | Western & Southern Open Cincinnati, Estados Unidos | WTA Premier 5 duro | Raquel Kops-Jones | Tímea Babos Kristina Mladenovic   | 6–1, 2–0, ab. |
| Campeã Set 2012 | Campeã Set 2012 | Toray Pan Pacific Open Tóquio, Japão               | WTA Premier 5 duro | Raquel Kops-Jones | Anna-Lena Grönefeld Květa Peschke | 6–1, 6–4      |
| Vice Fev 2012   | Vice Fev 2012   | Qatar Total Open Doha, Catar                       | WTA Premier 5 duro | Raquel Kops-Jones | Liezel Huber Lisa Raymond         | 3–6, 1–6      |